# Chelers Communal Cemetery
Chelers Communal Cemetery is een begraafplaats gelegen in de Franse plaats Chelers (Pas-de-Calais). De militaire graven worden onderhouden door de Commonwealth War Graves Commission.
De begraafplaats telt 4 geïdentificeerde Gemenebest graven uit de Tweede Wereldoorlog.